# 大畑雅章
大畑 雅章（おおはた まさあき、1983年12月12日 - ）は、地方競馬の名古屋競馬場錦見勇夫厩舎所属の騎手である。地方競馬教養センター騎手課程第74期生。妹弟子に木之前葵がいる。甥(雅章の兄の息子)に2023年4月デビューの大畑慧悟がいる。

## 来歴
2001年9月29日付けで地方競馬騎手免許を取得。同年10月8日第15回名古屋競馬1日目第4競走サラ系3歳6組条件戦ラヴエンジェルコンで初騎乗（10頭立て3番人気4着）。同年10月11日第15回名古屋競馬4日目第7競走サラ系C4組条件戦をブラウンバレットで優勝（10頭立て1番人気）し、10戦目で初勝利。
2004年3月22日第18回全日本新人王争覇戦出場（12人中12位）。同年6月11日第5回名古屋競馬5日目、地方競馬通算100勝達成。同年8月14日第3回新潟競馬1日目第12競走3歳以上500万下でサンキンツヨシに騎乗し、中央競馬初騎乗（15頭立て12番人気11着）。
2005年7月7日第7回名古屋競馬4日目第6競走第9回名港盃をヨシノイチバンボシで優勝（12頭立て1番人気）し、重賞初制覇。騎乗予定だった吉田稔が疾病で欠場のため、急遽乗り替わっての騎乗であった。
2007年3月7日第24回名古屋競馬3日目第9競走サラ系B9組条件戦をニシキオジジアンで優勝（10頭立て2番人気）し、2897戦目で地方競馬通算300勝達成。
2008年3月18日第27回名古屋競馬2日目第2競走サラ系3歳3組条件戦をニシキパラダイスで優勝（10頭立て5番人気）し、地方競馬通算400勝達成。
2009年4月8日第1回笠松競馬3日目第3競走サラ系C8組条件戦をニシキパラダイスで優勝（9頭立て1番人気）し、地方競馬通算500勝達成。
2013年12月26日名古屋競馬第11競走をマルサンムテキで制し、地方競馬通算1000勝を達成した。

## 主な騎乗馬
- ヨシノイチバンボシ（2005年名港盃）
- ニシキコンコルド（2007年新春ペガサスカップ）
- ファストシャラポワ（2007年秋桜賞）
- イーストミー（2007年ゴールドウィング賞）
- ハードインパルス（2009年尾張名古屋杯、スプリント）
- ミヤジメーテル（2012年名港盃）
- ネオンオーカン（2013年尾張名古屋杯）
- ピッチシフター（2013年、2014年秋桜賞、2014年東海桜花賞、名港盃）
- ノゾミダイヤ（2014年オータムカップ、岐阜金賞、東海ゴールドカップ、2015年白銀争覇）
- ヒメカイドウ（2014年ゴールドウィング賞）
- コスモナーダム（2016年新春盃）
- カツゲキキトキト（2016年駿蹄賞、スプリングカップ、東海ダービー、東海菊花賞、2017年名古屋記念、六甲盃、オグリキャップ記念、ゴールド争覇、東海菊花賞、2018年東海桜花賞、名港盃、くろゆり賞、マイル争覇、2019年名古屋記念、オグリキャップ記念、2021年マイル争覇）
- ハナノパレード（2016年名古屋でら馬スプリント）
- アサクサポイント（2016年東海ゴールドカップ、2017年梅見月杯）
- ドリームズライン（2017年駿蹄賞、東海ダービー、岐阜金賞）
- キタノナシラ（2020年ウインター争覇）
- ビッグバレリーナ（2020年東海クイーンカップ）
- ダイセンハッピー（2020年ゴールドウィング賞）
- ティーズダンキー（2021年梅桜賞）
- プライムデューク（2022年中京ペガスターカップ）
- リンクスターツ（2022年新緑賞）
- ペイシャシオン（2022年名港盃）
- ニジイロハーピー（2024年東海クイーンカップ、のじぎく賞）
- ペップセ（2024年撫子争覇）
- エレインアスティ（2025年ネクストスター名古屋）